# Лагуна-Негра (Уругвай)

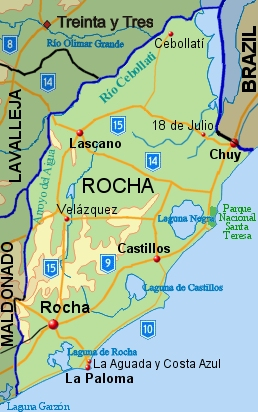
Карта департаменту Роча, де зосереджено найбільші лагунні озера Уругваю.

Лагуна-Негра (ісп. Laguna Negra, МФА: [laˈɣ̞u.na ˈne.ɣ̞ɾa]; «Чорна затока»), також Лагуна-де-лос-Діфунтос (ісп. Laguna de los Difuntos, «Затока покійників»), — приокеанічне прісноводне озеро на південному сході Уругваю у департаменті Роча.
Площа озера становить 182 км², а найбільша глибина сягає 5 метрів. За своєю природою воно є морською затокою (лагуною), повністю віддаденою від океану наносною піщаною косою; її води дуже опріснені з високим ступенем прозорості. Дно її усіяно сильно подрібненим торфом, зважені у воді частки якого майже непомітні та важко проціджуються.
Лагуна повільно зливає свої води через струмок Де-лос-Індіос, а від нього, через потік Сан-Мігель, у бразильську затоку Мірим. Далі, протокою Сан-Ґонсалу, вода надходить у затоку Патус, а звідти виливається в Атлантичний океан. Будівництво ставків для випарювання морської солі в руслі Де-лос-Індіос призвело до підтоплення околиць і підвищення рівня вод у болотах. Аби виправити це, 1985 року уругвайська армія викопала канал, що з'єднав заболочені землі Баньядос-де-Сан-Мігель з океаном, неподалік від курорту Ла-Коронілья. Канал носить ім'я інженера Луїса Андреоні, який спроєктував та керував його будівництвом.
На перешийку землі, що відділає лагуну від океану, розташований Національний парк Санта-Тереза.

## Назва
Торф'яний пил, піднятий вітром, осідає на поверхні води і надає їй темного кольору, завдяки чому лагуна й отримала свою назву «Чорна». Інша ж назва, «Затока покійників», надана їй оскільки в прибережних печерах Черрітос раніше корінні індіанські жителі ховали своїх померлих.

## Клімат
Середньорічна температура становить 16 °C, досягаючи середньої максимальної температури у 27,9 °C влітку південної півкулі та середнього мінімуму у 6,4 °C взимку південної півкулі. Середня кількість днів з опадами на рік становить 79, а середньорічна кількість опадів — 1122 мм. Вітри значною мірою дмуть у східно-північно-східному напрямку.

## Гідрографія
Сточище Лагуна-Негра стікає до Атлантичного океану, до нього відносяться наступні водотоки: рамбли Каняда-дель-Пасо-Банядо, Канядас-де-лас-Качімбас, Каняда-дель-Пасо-Ондо, частково Каняда-Ґранде, Чіка, Факундо; струмки Дель-Саусе, Валентін, Транкерас, Дель-Пескадо, Де-лос-Індіос, Саранді-де-ла-Оркета, Сан-Мігель, частково Аверіас і Дель-Пеньон.

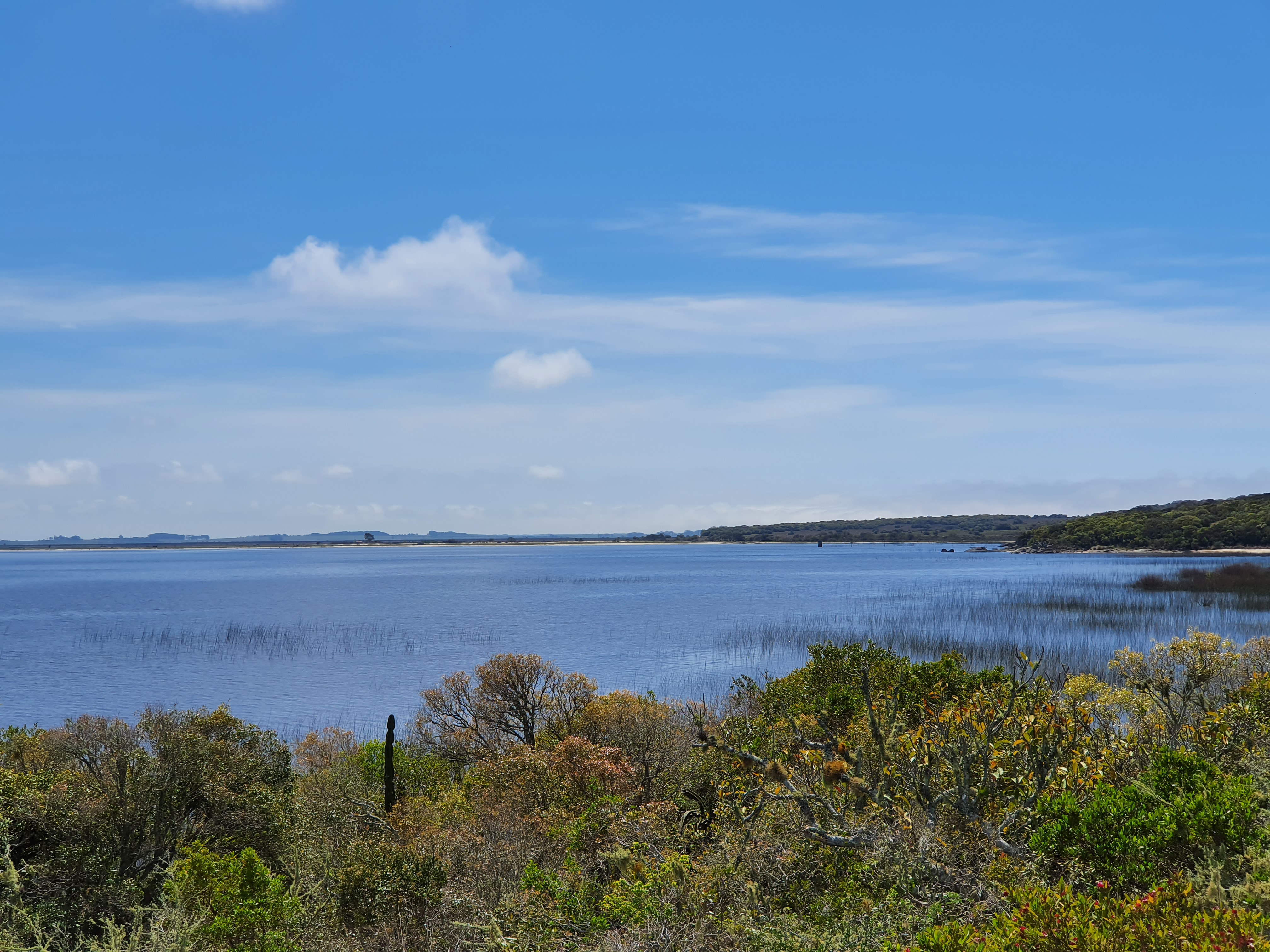
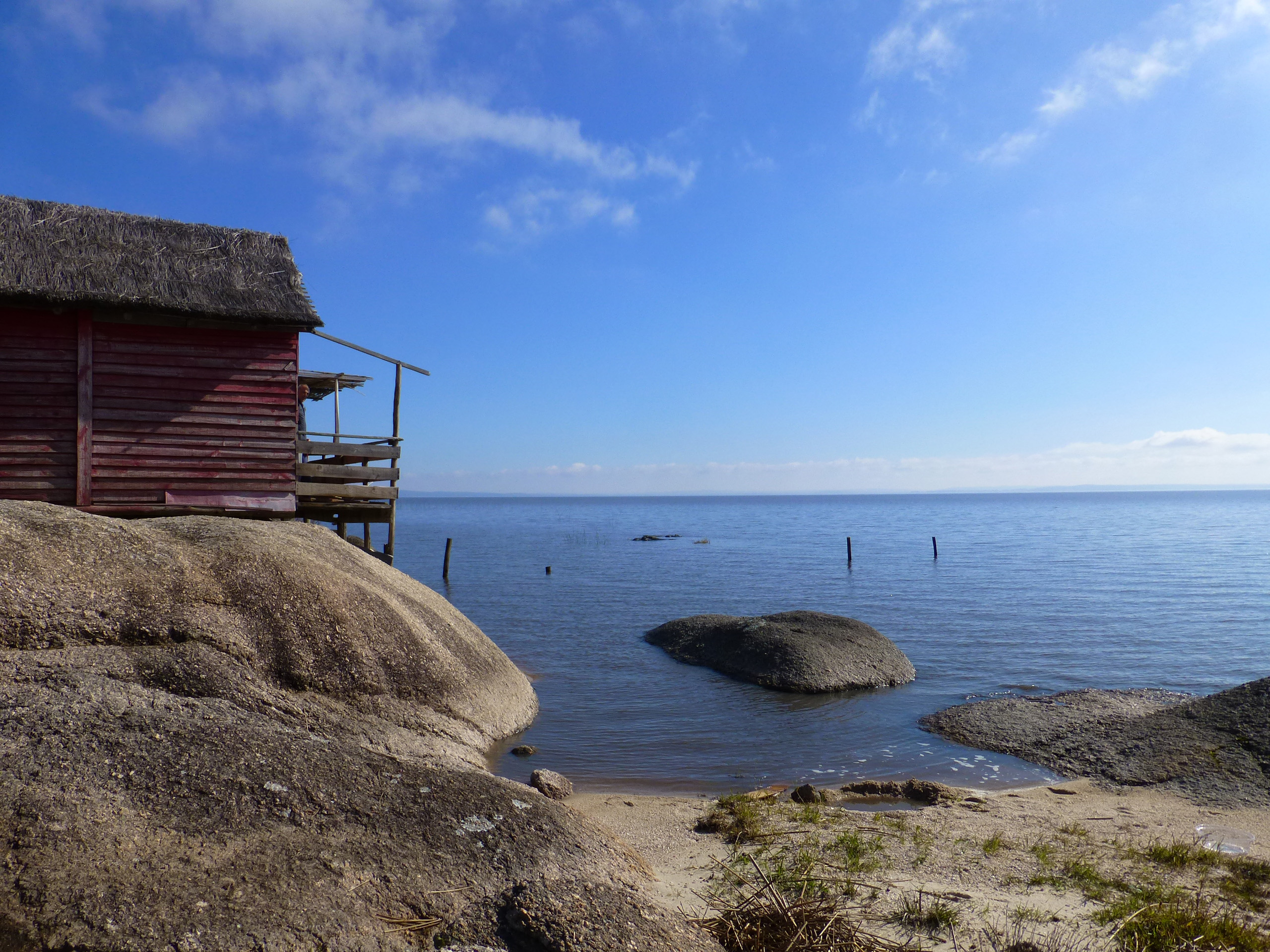
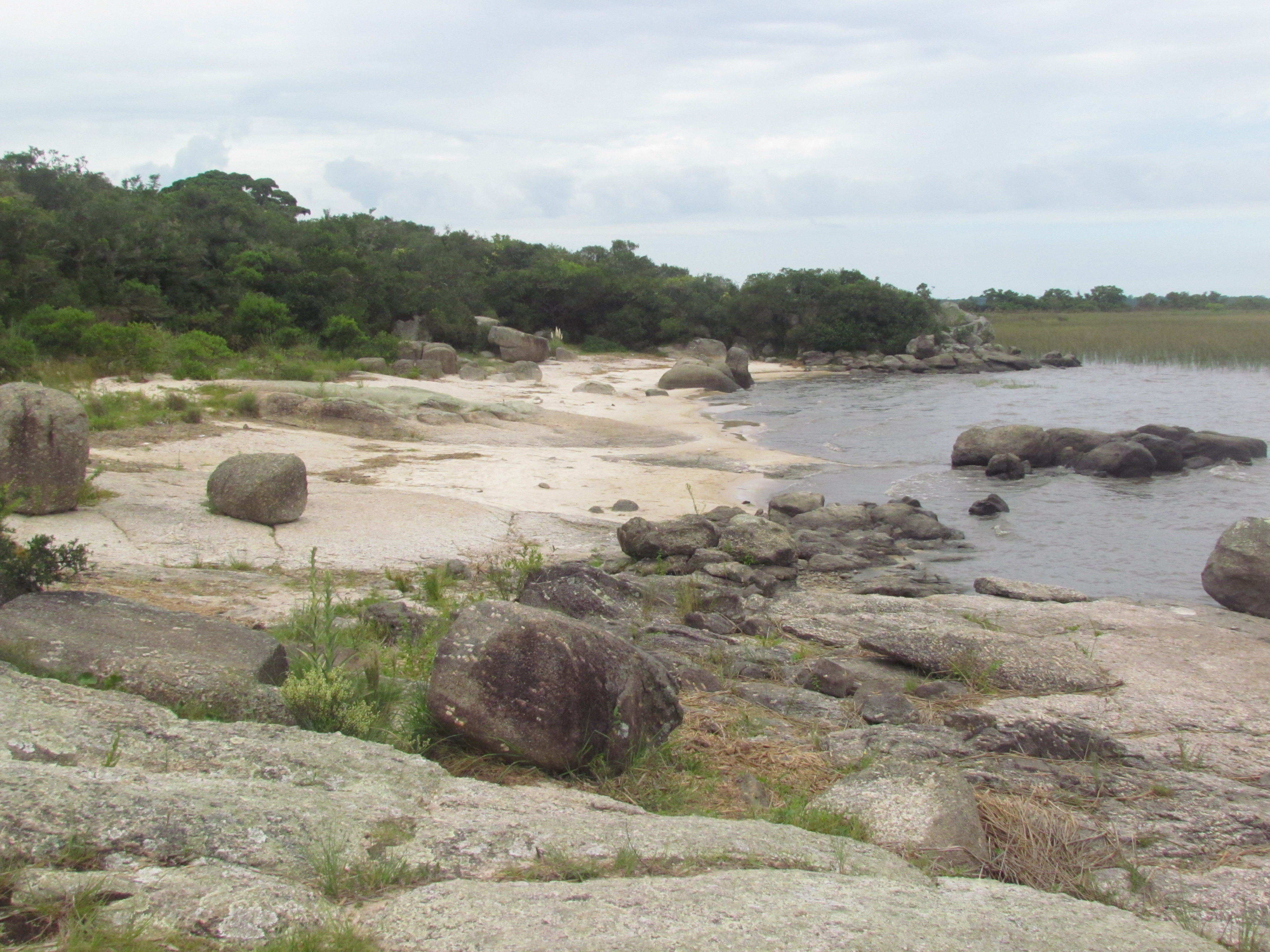
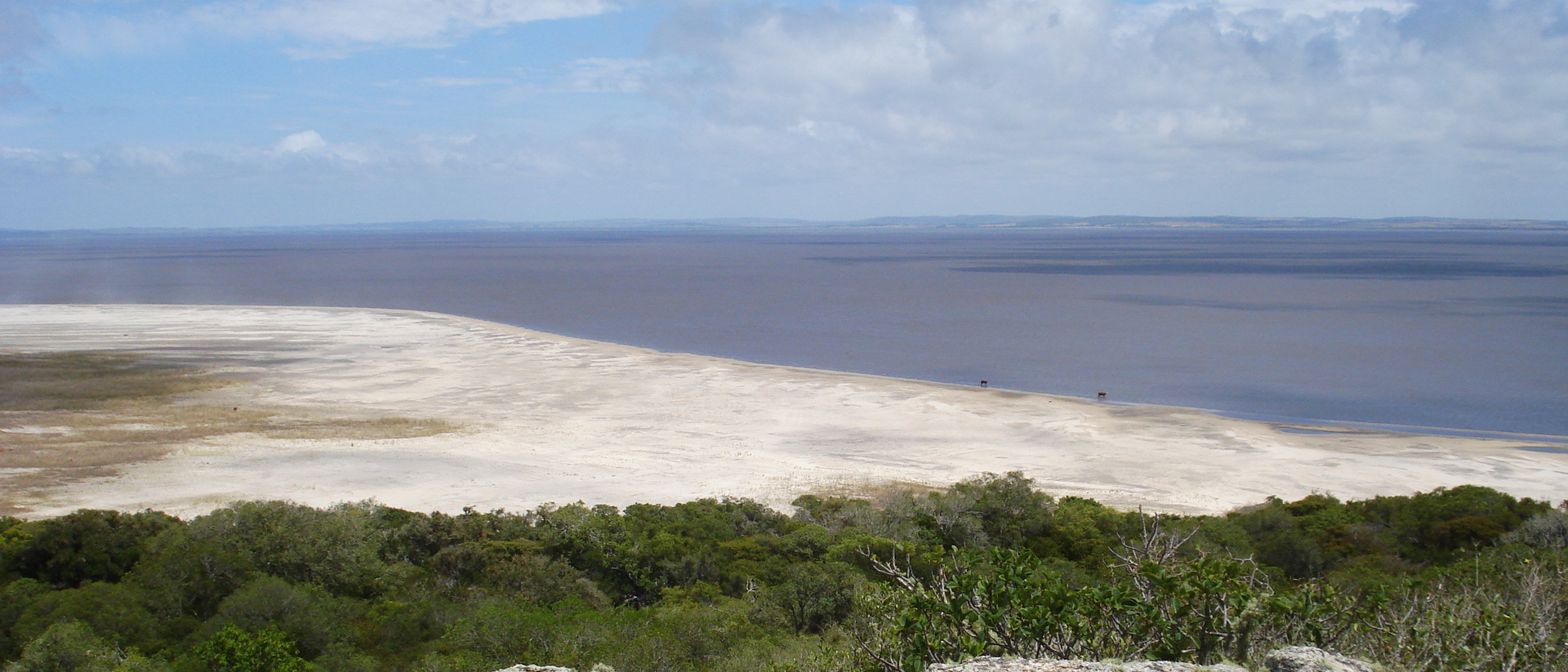
Краєвид зі сходу, 2009 рік